# Acranthera salmonea
Acranthera salmonea är en måreväxtart som beskrevs av Cornelis Eliza Bertus Bremekamp. Acranthera salmonea ingår i släktet Acranthera och familjen måreväxter. Inga underarter finns listade i Catalogue of Life.